# Rättssäkert och effektivt verkställighetsarbete
Rättssäkert och effektivt verkställighetsarbete (REVA) var ett samarbetsprojekt mellan svensk polis, Kriminalvården och svenska Migrationsverket med syfte att öka effektiviteten och rättssäkerheten i verkställighetsarbetet, det vill säga verkställda utvisningar av personer som varaktigt vistas i Sverige utan tillstånd. Migrationsverket var projektägare och projektet medfinansierades av Europeiska återvändandefonden. Projektet påbörjades 1 januari 2009 och avslutades 30 juni 2014. Det baserades på LEAN-metoden och innebar att processerna i själva handläggningen sågs över och personalens arbetsmetoder vad gäller administration, dokumentation, flöde och uppföljning utvecklades.

## Resultat
Gränspolisen i Skåne, som inledningsvis fungerade som pilotregion för projektet, har under projektet REVA mellan åren 2009 och 2013 utvisat 23 procent fler personer som utan tillstånd befunnit sig i landet än tidigare, det visar polisens statistik. Under 2012 verkställdesutvisning av 2 154 personer i Stockholms län inom projektet, vilket är en ökning med 19 procent jämfört med 2011 och 47 procent jämfört med 2010. En del av anledningarna till ökningen var förbättrat samarbete med Kriminalvården och Migrationsverket, ökad användning av specialchartrade plan samt förbättrade kontakter med ambassader men även kategorisering av ärenden utifrån tillgång och kvalitet på identitetsdokument.

## Inre utlänningskontroll
Inre utlänningskontroller innebär kontroll, på andra platser än gränskontroller, att personer har rätt att vistas i landet. Det är en konsekvens av Schengensamarbetet och hade inget egentligt samband med REVA eftersom inre utlänningskontroller är en del av det operativa arbetet för Polisen och REVA var ett sätt att utveckla handläggningsprocessen. Eftersom gränskontroller avskaffats mellan länder som ingår i samarbetet har medlemsländerna åtagit sig att genomföra inre utlänningskontroller. Polismyndigheten får enligt 9 kap. 9 § utlänningslagen utföra inre utlänningskontroller om det finns grundad anledning att anta en utlänning saknar rätt att uppehålla sig i landet eller det annars finns särskild anledning till kontroll. En inre utlänningskontroll förutsätter dock normalt en grundad anledning och objektiva omständigheter, till exempel spaningsuppgifter eller annan tillförlitlig information. Kontroll får även ske i samband med frihetsberövande, brottsutredning eller trafikkontroll. Det gäller även när personer gör sig skyldiga till ett ordningsbrott. Polisen är skyldiga att utreda identiteten på dem som misstänks för brott, vilket innebär att polisen i nämnda situationer ska (och inte bara kan) utreda saken om någon inte har pass eller id-kort som indikerar rätt att vara i Sverige.[källa behövs]
År 2011 gick Rikspolisstyrelsen ut med instruktioner om att de inre utlänningskontrollerna skulle vara en integrerad del av polisens verksamhet. Samtidigt hade REVA frigjort resurser. Också en mordvåg i Malmö hade gjort att resurser omfördelats. Det som i offentligheten kallades REVA-kontroller hade inletts i Stockholm innan REVA-projektet blev infört i staden.

## Kritik
Nio JO-anmälningar gjordes av polisens inre utlänningskontroller i tunnelbanan vilka senare skrevs av då ingen som varit berörd anmält och anmälningarna ansågs bygga på uppgifter i media samt den allmänna samhällsdebatten.